# 上之塚古墳
上之塚古墳（日语：／ Jōnodukakofun）是位於日本福井縣三方上中郡若狹町脇袋的一座前方後圓墳，屬於上中古墳群下轄的脇袋古墳群，嶺南地區中規模最大的古墳，推測建於古墳時代中期（約5世紀初）。

## 概要
| 古墳群 | 古墳名       | 形狀       | 墳丘長 | 建造時期 |
| ------ | ------------ | ---------- | ------ | -------- |
| 脇袋   | 上ノ塚古墳   | 前方後圓墳 | 100米  | 5世紀初  |
| 脇袋   | 城山古墳     | 前方後圓墳 | 63米   | 5世紀中  |
| 脇袋   | 西塚古墳     | 前方後圓墳 | 74米   | 5世紀後  |
| 脇袋   | 中塚古墳     | 前方後圓墳 | 72米   | 5世紀末  |
| 天德寺 | 十善之森古墳 | 前方後圓墳 | 68米   | 6世紀初  |
| 日笠   | 上船塚古墳   | 前方後圓墳 | 70米   | 6世紀前  |
| 日笠   | 下船塚古墳   | 前方後圓墳 | 85米   | 6世紀中  |

古墳位處於福井縣西南若狹地方中心部分，膳部山的西側山麓，膳部山上共有7座古墳（現存5座），構成了脇袋古墳群。其中，本古墳、西塚古墳與中塚古墳被視為若狹地方的廣域首長墓（若狹的王墓），因此古墳所在地被稱為「王家之谷」。本古墳位於脇袋古墳群的中心部分。
古墳為前方後圓墳，前方部分朝北，這與西塚古墳和中塚古墳的方向相反。墳丘有3層，長約100米，不但是脇袋古墳群，也是若狹地方最大規模的古墳，其表面有葺石、埴輪、圓筒埴輪、朝顏形埴輪和屋形埴輪等，也發現了呈豎立狀態的木製埴輪，其周圍由盾形的周濠所包圍，而周濠外堤內側斜面鋪上了葺石，周濠內則出土了槍形木製品和木板。
古墳建於古墳時代中期（約5世紀初或4世紀末至5世紀初）。在一眾若狹首長墓中，古墳先於城山古墳建成，為最早建成的古墳。入葬者雖然不明，但是從其後方的「膳部山」的名稱推測，古墳所屬的脇袋古墳群和上中古墳群一帶為若狹國造的膳臣一族的首長墓群。
1935年，古墳獲指定為日本國史跡，1992年進行了考古調查，其後奈良文化研究所和若狹町在2008年進行了地底雷達探査和電勘探。

## 規模
古墳規模如下。
- 墳丘長：約100米
- 後圓部分直徑：約64米
- 前方部分長：約36米

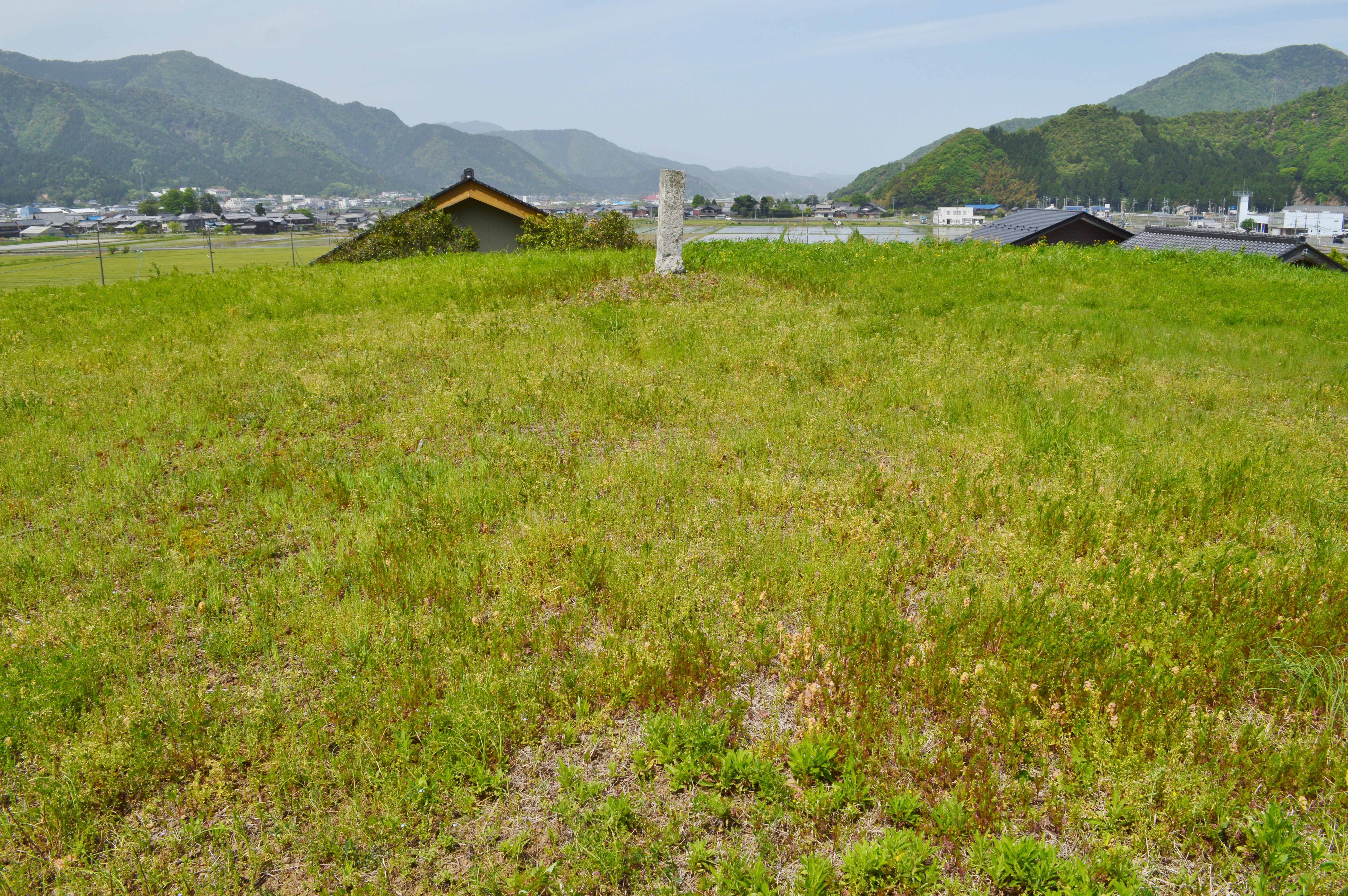
後圓部分墳頂
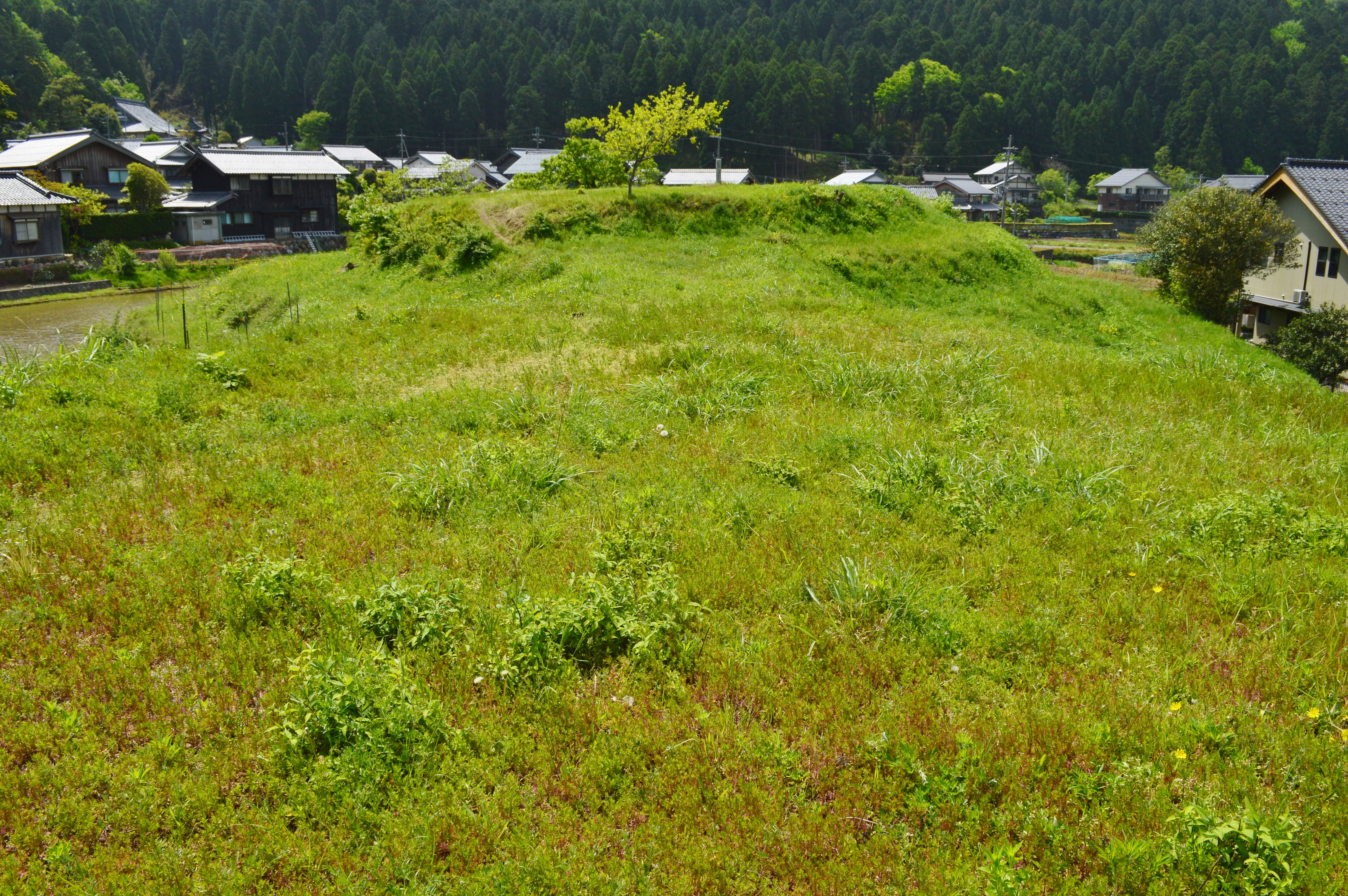
後圓部分（從前方部分望向後圓部分）
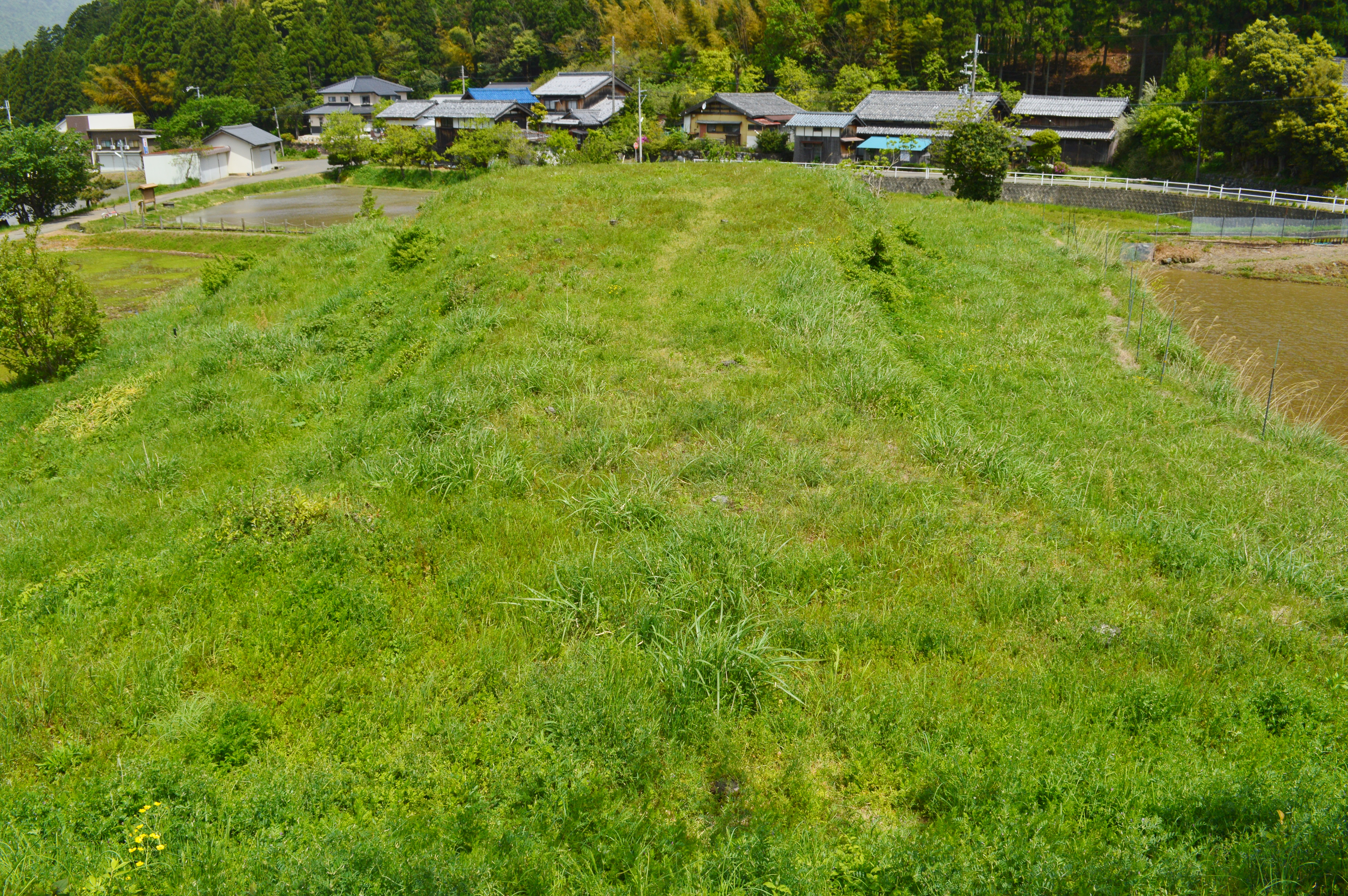
前方部分（從後圓部分望向前方部分）

## 文化財

### 日本國史跡
- 上之塚古墳 - 1935年12月24日指定[8]。

## 外部連結
- - 國指定文化財等數據庫（日語）
- 上ノ塚古墳（页面存档备份，存于）
- 上ノ塚古墳（页面存档备份，存于）